# Dakarrallyt
För andra betydelser, se Dakar (olika betydelser).
Dakarrallyt, ursprungligen kallat Paris–Dakar-rallyt, är ett årligt terrängrally för bilar, lastbilar, motorcyklar och fyrhjulingar. Rallyt startades av fransmannen Thierry Sabine 1978 och gick ursprungligen från Paris till Dakar. Sträckan har dock varierat genom åren och mellan 2009 och 2019 ägde tävlingarna rum i Sydamerika. 2020 kördes tävlingen i Saudiarabien där även 2021 års upplaga planeras att genomföras.  Huvuddelen av sträckorna går utanför vanliga vägar, över sanddyner och liknande. Detta gör rallyt mycket krävande för såväl fordon som förare och endast ett fåtal lyckas fullfölja hela rallyt, som varar i cirka två veckor. Tävlingen handlar inte lika mycket om snabbhet som de flesta andra rallyn, utan mer om uthållighet och orienteringskunskaper. Rallyt arrangeras av Amaury Sport Organisation.

## Historia

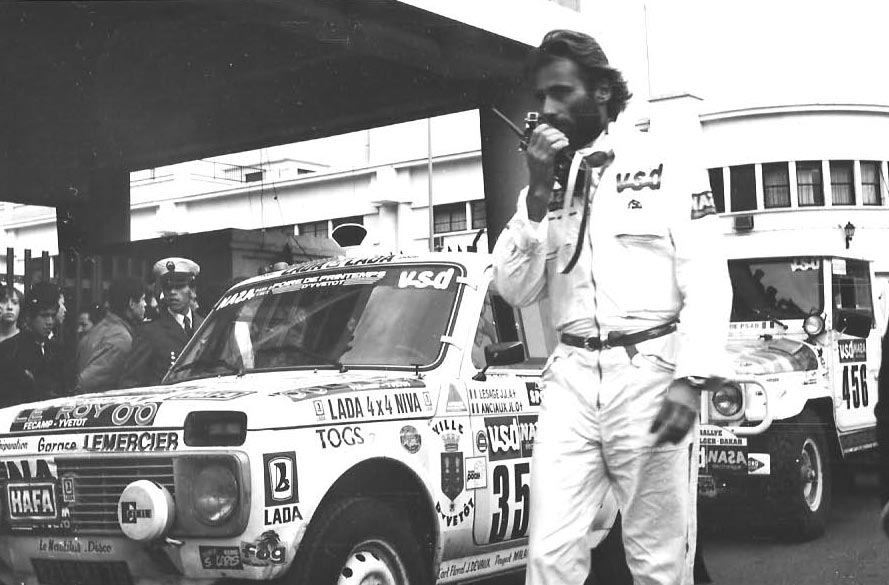
Thierry Sabine under Dakarrallyt den 4 januari 1986. Tio dagar senare omkom han i en helikopterolycka i Mali.

Under år 1977 deltog fransmannen Thierry Sabine i ett rally mellan Abidjan i Elfenbenskusten och Nice i Frankrike. Han körde dock vilse mitt ute i den libyska öknen på sin motorcykel, men blev räddad och kunde återvända till Frankrike. Sabine blev mycket fascinerad av landskapet i den afrikanska öknen och ville dela med sig av upplevelsen till så många som möjligt. Han skapade då ett rally, kallat Paris-Dakar-rallyt, vilket skulle gå från Frankrikes huvudstad Paris, ned genom Algeriet och Agadez i Niger, för att slutligen gå i mål i Dakar, Senegals huvudstad. Det första rallyt kördes under årsskiftet 1978/1979 och det blev fransk seger i både bil- och motorcykelklassen. Sträckan har sedan varierat genom åren, men fokus har koncentrerats till Afrikaregionen, fram till år 2007. Oroligheter i länder rallyt korsat har vid ett flertal tillfällen varit ett stort problem för arrangörerna. Bland annat har sträckor ställts in eller bytts ut efter hot om terroristattacker, kidnappningar, plundringar samt vid ett tillfälle också minfält.
Den 4 januari 2008 meddelades det att årets tävling, som skulle hållits 5-20 januari 2008, ställdes in på grund av terroristhot i Mauretanien. Några dagar senare kom ett besked om att det fanns planer på att anordna tävlingen i Ungern och Rumänien i maj 2008. Dakarrallyt 2008 ställdes dock in och i stället startade Centraleuropeiska rallyt och Dakarserien. Dakarrallyt hade hållits utan avbrott varje år sedan 1979, men det hade regelbundet lagts fram krav på att ställa in det på grund av säkerhetsrisk och den fara snabbgående fordon utgör för lokalbefolkningarna, men 2008 var första gången kraven gick igenom.
2009 kördes den 31:a upplagan av Dakarrallyt och den första som inte gick genom Afrika. Rallyt hade istället flyttats till Sydamerika, med länderna Argentina och Chile.. Tävlingen har därefter gått Sydamerika till och med 2019. 2020 gick tävlingen i Saudiarabien.
Utöver kända rallyförare, som exempelvis Colin McRae, Carlos Sainz och Ari Vatanen, har Dakarrallyt även uppmärksammats efter att flera andra kända personer deltagit i rallyt, bland annat störtloppsåkarna Luc Alphand och Bernhard Russi, affärsmannen Mark Thatcher, Albert II av Monaco och Caroline av Hannover.

## Svenskar i rallyt
Ett flertal svenska förare har deltagit i rallyt genom åren med varierande framgång. Två svenskar har vunnit rallyt, dels föraren Freddy Kottulinsky (1980) och dels kartläsaren Bruno Berglund (1989–1991). Sverige har gjort sig ett namn då flera av de svenska deltagarna som ställt upp i rallyt varit kvinnor. Mest känd är kartläsaren Tina Thörner till den legendariska rallyföraren Colin McRae 2004 och 2005. 2006 kom hon tvåa tillsammans med Nasser Al-Attiyah. 1999/2000 ställde hon upp i rallyt tillsammans med den tyska föraren Jutta Kleinschmidt som slutade på en uppmärksammad tredje plats i rallyt. Andra förare som deltagit är Olle Ohlsson (som fullföljde rallyt och blev förste svensk på motorcykel), Marie Hessel (första skandinaviska kvinna att starta i MC-klassen), Annie Seel, Maria Sandell, P-G Lundmark, Björn Jansson, Lukas Lundin, Thomas Berglund, Henrik Rahm, Ronnie Bodinger, Mikael Berglund och Anders Berglund. 
Första gången ett helsvenskt stall ställde upp i bilklassen var 2002 då teamet Håkan Roos och Carl Rosenblad startade med en Toyota.

Redan 1983 vann Hasse Henriksson, Sture Bernhardsson (co-driver) och John Granäng (mekaniker) lastbilsklassen under 10 ton med en Volvo C303 och startnummer 331. Totalsegrare i lastbilsklassen var en MB. Ytterligare en Volvo C303 (startnr. 330) med Börje Roswall, Carl Johan Almqvist (co-driver) och Ingemar Österberg (mekaniker) startade 1983. Denna bil bröt dock under den algeriska delsträckan.

## Fordon och tävlingsklasser
Dakarrallyt kan delas in i tre olika huvudgrupper, motorcykelklassen- (vilket också inkluderar fyrhjulingar), bilklassen- (allt från buggybyggen till SUV-jeepar) samt lastbilsklass.

### Motorcykel
Motorcykelklassen består av tre tävlingsgrupper. I grupp 1, Marathon, tävlar deltagare med motorcyklar som nästan är helt i originalskick med undantag för större bränsletankar, stötdämpare som passar terrängen och så vidare. Grupp 2 består av ” Super-produktionscyklar” som är betydligt mer modifierade än grupp 1, oftast fabrikstillverkade speciellt för ökenrally och grupp 3 består enbart av fyrhjulingar. Cylindervolymen ligger på runt 500 cc. 
Vanligaste motorcyklar som tävlat i rallyt är Honda, KTM, Yamaha, BMW,  Husaberg och Husqvarna Motorcycles. Från och med 2012 är motorcyklarna begränsade till 450 cc.

### Bilklass—T1, T2 och öppen
Bilklassen är för fordon som väger mindre än 3500 kg. I grupp T1 tävlar cross country-fordon som SUV-jeepar med viss modifiering och i T2 tävlar fabrikstillverkade fordon helt anpassade efter ökenrally. Den öppna klassen är för specialbyggda bilar, så kallat SCORE International, där till exempel Trophy Truck får delta.
Länge var det mest europeiska bilar som tävlade som Renault 4, Land Rover, Range Rover, Mercedes-Benz G, Volkswagen Iltis och Steyr-Puch Pinzgauer, samt japanska tillverkare som Toyota Land Cruiser och Mitsubishi Pajero/Montero. Mitsubishi Pajero/Montero är den bil som vunnit tävlingen flest gånger och vann tävlingen varje år mellan 2001 och 2007.
Allt eftersom rallyts popularitet ökat har fler nya bilmärken introducerats i tävlingen som till exempel Mitsubishi Pajero/Montero, the Volkswagen Race Touareg, the Bowler Wildcat 200, Mercedes Benz M, BMW X5, BMW X3, Hummer H1, Hummer H3, Nissan Navara och Volvo XC90.
Andra fordonstillverkare och sällsynta bilmärken i ökenrally som har deltagit efter omfattande ombyggnader av sina bilar är Rolls-Royce, Citroën, Peugeot (405 T16 och 205 T16) samt Porsche.
Även flera hemmabyggda fordon har deltagit i rallyt. Mest känd är fransmannen och dakar-veteranen Jean-Louis Schlessers ”sand byggy” som han varit mycket framgångsrik med och även vunnit två Dakarrallyn med.

### Lastbilsklass—T4 och T5

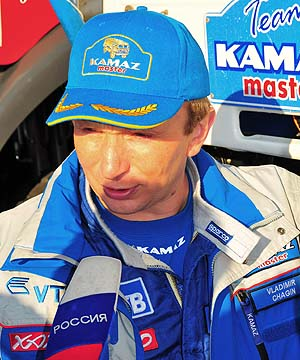
Vladimir Chagin, "The Tsar of Dakar", är den mest framgångsrika lastbilsföraren i Dakar.

Till lastbilsklassen räknas fordon som väger mer än 3500 kg och delas in i två huvudkategorier. T4 är för de tävlande lastbilarna medan T5 är riktad till de tävlandes servicelastbilar som följer de olika fordonen under rallyts gång. T4.1 är lastbilar som nästan helt är i originalskick och T4.2 är modifierade lastbilar.
Flera olika lastbilstillverkare har deltagit I rallyt, bland annat Tatra, LIAZ, Kamaz, Hino, MAN, DAF, Mercedes-Benz, Unimog, Volvo, Renault Kerax, Scania, Iveco och GINAF.

## Kritik
Mali har blivit ökänt för att vara ett av världens farligaste länder, vilket den fått mycket kritik för. Sedan start har ett sextiotal personer dött i samband med rallyt, 25 av dessa har varit förare som dött i singelolyckor, men det har även hänt att förare tappat kontrollen över sitt fordon och kört ut bland publiken. Även två helikopterkrascher har förekommit och i en av dessa omkom rallyts grundare, Thierry Sabine.
Arrangörer har tagit hårt på kritiken och har infört flera åtgärder för att hålla ned hastigheterna för de tävlande. I vissa byar har bland annat dolda hastighetskontroller införts där strafftid lagt till de tävlande som kört för snabbt. Annat är att försvåra orienteringen så att deltagarna måste koncentrera sig mer på att orientera rätt istället för att vinna på hastighet. Fordonen har även utrustats med varningslampor som lyser när de deltagande kommer nära varandra, för att undvika kollisioner.
Sedan 2012 års upplaga har förarna i motorcykelklassen förbjudits köra med motorer större än 450 kubik. Detta införande har varit kontroversiellt, eftersom flera deltagare själva menar att det inte är till deras fördel.

## Segrare

### Bil, motorcykel och lastbil
| År   | Sträcka                               | Bil                                      | Bil                          | Motorcykel           | Motorcykel          | Lastbil                                                   | Lastbil                |
| År   | Sträcka                               | Förare Co-driver (Kartläsare)            | Bil                          | Förare               | Motorcykel          | Förare Co-drivers (Kartläsare)                            | Lastbil                |
| ---- | ------------------------------------- | ---------------------------------------- | ---------------------------- | -------------------- | ------------------- | --------------------------------------------------------- | ---------------------- |
| 2022 |                                       |                                          |                              |                      |                     |                                                           |                        |
| 2021 | Jeddah–Ha'il                          | Stéphane Peterhansel · Édouard Boulanger | Mini John Cooper Works Buggy | Kevin Benavides      | Honda CRF 450 Rally | Dmitry Sotnikov · Ruslan Amkhmadeev · Ilgiz Akhmetzianov  | Kamaz 43509            |
| 2020 | Jeddah–Riyadh–Qiddiya                 | Carlos Sainz · Lucas Cruz                | Mini John Cooper Works Buggy | Ricky Brabec         | Honda CRF 450 Rally | Andrey Karginov · Andrey Mokeev · Igor Leonov             | Kamaz 43509            |
| 2019 | Lima–Lima                             | Nasser Al-Attiyah · Matthieu Baumel      | Toyota Hilux Dakar           | Toby Price           | KTM 450 Rally       | Eduard Nikolaev · Evgeny Yakovlev · Vladimir Rybakov      | Kamaz 43509            |
| 2018 | Lima–La Paz–Córdoba                   | Carlos Sainz · Lucas Cruz                | Peugeot 3008 DKR Maxi        | Matthias Walkner     | KTM 450 Rally       | Eduard Nikolaev · Evgeny Yakovlev · Vladimir Rybakov      | Kamaz 4326-9           |
| 2017 | Asunción–La Paz–Buenos Aires          | Stéphane Peterhansel · Jean-Paul Cottret | Peugeot 3008 DKR             | Sam Sunderland       | KTM 450 Rally       | Eduard Nikolaev · Evgeny Yakovlev · Vladimir Rybakov      | Kamaz 4326-9           |
| 2016 | Buenos Aires–Salta-Rosario            | Stéphane Peterhansel · Jean-Paul Cottret | Peugeot 2008 DKR             | Toby Price           | KTM 450 Rally       | Gerard de Rooy · Moi Torrallardona · Darek Rodewald       | Iveco PowerStar        |
| 2015 | Buenos Aires–Iquique-Buenos Aires     | Nasser Al-Attiyah · Matthieu Baumel      | Mini All4 Racing             | Marc Coma            | KTM 450 Rally       | Ayrat Mardeev · Aydar Belyaev · Dmitriy Svistunov         | Kamaz 4326-9           |
| 2014 | Rosario-Salta–Valparaíso              | Nani Roma · Michel Périn                 | Mini All4 Racing             | Marc Coma            | KTM 450 Rally       | Andrey Karginov · Andrey Mokeev · Igor Devyatkin          | Kamaz 4326-9           |
| 2013 | Lima–Tucumán–Santiago                 | Stéphane Peterhansel Jean-Paul Cottret   | Mini All4 Racing             | Cyril Despres        | KTM 450 Rally       | Eduard Nikolaev · Sergey Savostin · Vladimir Rybakov      | Kamaz 4326-9           |
| 2012 | Mar del Plata–Arica–Lima              | Stéphane Peterhansel Jean-Paul Cottret   | Mini All4 Racing             | Cyril Despres        | KTM 450 Rally       | Gerard de Rooy · Tom Colsoul · Darek Rodewald             | Iveco PowerStar        |
| 2011 | Buenos Aires–Arica–Buenos Aires       | Nasser Al-Attiyah Timo Gottschalk        | Volkswagen Touareg           | Marc Coma            | KTM 450 Rally       | Vladimir Chagin · Sergey Savostin · Ildar Shaysultanov    | Kamaz 4326-9           |
| 2010 | Buenos Aires–Antofagasta–Buenos Aires | Carlos Sainz Lucas Cruz                  | Volkswagen Touareg           | Cyril Despres        | KTM 690 Rally       | Vladimir Chagin · Sergey Savostin · Eduard Nikolaev       | Kamaz 4326-9           |
| 2009 | Buenos Aires–Valparaíso–Buenos Aires  | Giniel de Villiers Dirk von Zitzewitz    | Volkswagen Touareg           | Marc Coma            | KTM 690 Rally       | Firdaus Kabirov · Aydar Belyaev · Andrey Mokeev           | Kamaz 4326-9           |
| 2008 | inställt                              | inställt                                 | inställt                     | inställt             | inställt            | inställt                                                  | inställt               |
| 2007 | Lissabon–Dakar                        | Stéphane Peterhansel Jean-Paul Cottret   | Mitsubishi Pajero            | Cyril Despres        | KTM 690 Rally       | Hans Stacey · Charly Gotlib · Bernard der Kinderen        | MAN TGA                |
| 2006 | Lissabon–Dakar                        | Luc Alphand Gilles Picard                | Mitsubishi Pajero            | Marc Coma            | KTM LC4 660R        | Vladimir Chagin · Semen Yakubov · Sergey Savostin         | Kamaz 4911             |
| 2005 | Barcelona–Dakar                       | Stéphane Peterhansel Jean-Paul Cottret   | Mitsubishi Pajero            | Cyril Despres        | KTM LC4 660R        | Firdaus Kabirov · Aydar Belyaev · Andrey Mokeev           | Kamaz 4911             |
| 2004 | Clermont-Ferrand–Dakar                | Stéphane Peterhansel Jean-Paul Cottret   | Mitsubishi Pajero            | Nani Roma            | KTM LC4 660R        | Vladimir Chagin · Semen Yakubov · Sergey Savostin         | Kamaz 4911             |
| 2003 | Marseille–Sharm el-Sheikh             | Hiroshi Masuoka Andreas Schulz           | Mitsubishi Pajero            | Richard Sainct       | KTM LC4 660R        | Vladimir Chagin · Semen Yakubov · Sergey Savostin         | Kamaz 4911             |
| 2002 | Arras–Madrid–Dakar                    | Hiroshi Masuoka Pascal Maimon            | Mitsubishi Pajero            | Fabrizio Meoni       | KTM LC8 950R        | Vladimir Chagin · Semen Yakubov · Sergey Savostin         | Kamaz 49256            |
| 2001 | Paris–Dakar                           | Jutta Kleinschmidt Andreas Schulz        | Mitsubishi Pajero            | Fabrizio Meoni       | KTM LC4 660R        | Karel Loprais · Josef Kalina · Petr Hamerla               | Tatra 815              |
| 2000 | Dakar–Kairo                           | Jean-Louis Schlesser Henri Magne         | Schlesser-Renault Buggy      | Richard Sainct       | BMW F650RR          | Vladimir Chagin · Semen Yakubov · Sergey Savostin         | Kamaz 49252            |
| 1999 | Granada–Dakar                         | Jean-Louis Schlesser Philippe Monnet     | Schlesser-Renault Buggy      | Richard Sainct       | BMW F650RR          | Karel Loprais · Radomir Stachura · Josef Kalina           | Tatra 815              |
| 1998 | Paris–Granada–Dakar                   | Jean-Pierre Fontenay Gilles Picard       | Mitsubishi Pajero            | Stéphane Peterhansel | Yamaha YZE850T      | Karel Loprais · Radomir Stachura · Jan Cermak             | Tatra 815              |
| 1997 | Dakar–Agadez–Dakar                    | Kenjiro Shinozuka Henri Magne            | Mitsubishi Pajero            | Stéphane Peterhansel | Yamaha YZE850T      | Peter Reif · Johann Deinhofer                             | Hino Ranger            |
| 1996 | Granada–Dakar                         | Pierre Lartigue Michel Périn             | Citroën ZX                   | Edi Orioli           | Yamaha YZE850T      | Viktor Moskovskikh · Anatoli Kouzmine · Nail Bagavetdinov | Kamaz 49252            |
| 1995 | Granada–Dakar                         | Pierre Lartigue Michel Périn             | Citroën ZX                   | Stéphane Peterhansel | Yamaha YZE850T      | Karel Loprais · Radomir Stachura · Tomas Tomecek          | Tatra 815              |
| 1994 | Paris–Dakar–Paris                     | Pierre Lartigue Michel Périn             | Citroën ZX                   | Edi Orioli           | Cagiva Elefant 900  | Karel Loprais · Radomir Stachura · Josef Kalina           | Tatra 815              |
| 1993 | Paris–Dakar                           | Bruno Saby Dominique Seriyes             | Mitsubishi Pajero            | Stéphane Peterhansel | Yamaha YZE850T      | Francesco Perlini · Giorgio Albiero · Claudio Vinante     | Perlini 105F           |
| 1992 | Paris–Sirt–Kapstaden                  | Hubert Auriol Philippe Monnet            | Mitsubishi Pajero            | Stéphane Peterhansel | Yamaha YZE850T      | Francesco Perlini · Giorgio Albiero · Claudio Vinante     | Perlini 105F           |
| 1991 | Paris–Tripoli–Dakar                   | Ari Vatanen Bruno Berglund               | Citroën ZX                   | Stéphane Peterhansel | Yamaha YZE850T      | Jacques Houssat · Thierry de Saulieu · Danilo Bottaro     | Perlini 105F           |
| 1990 | Paris–Tripoli–Dakar                   | Ari Vatanen Bruno Berglund               | Peugeot 405 T16              | Edi Orioli           | Cagiva Elefant 900  | Giorgio Villa · Giorgio Delfino · Claudio Vinante         | Perlini 105F           |
| 1989 | Paris–Tunis–Dakar                     | Ari Vatanen Bruno Berglund               | Peugeot 405 T16              | Gilles Lalay         | Honda NXR800V       | kördes ej                                                 | kördes ej              |
| 1988 | Paris–Alger–Dakar                     | Juha Kankkunen Juha Piironen             | Peugeot 405 T16              | Edi Orioli           | Honda NXR800V       | Karel Loprais · Radomir Stachura · Tomas Muck             | Tatra 815              |
| 1987 | Paris–Alger–Dakar                     | Ari Vatanen Bernard Giroux               | Peugeot 405 T16              | Cyril Neveu          | Honda NXR800V       | Jan de Rooy · Yvo Geusens · Theo van de Rijt              | DAF TurboTwin II       |
| 1986 | Paris–Alger–Dakar                     | René Metge Dominique Lemoyne             | Porsche 959                  | Cyril Neveu          | Honda NXR800V       | Giacomo Vismara · Giulio Minelli                          | Mercedes-Benz U 1300 L |
| 1985 | Paris–Alger–Dakar                     | Patrick Zaniroli Jean Da Silva           | Mitsubishi Pajero            | Gaston Rahier        | BMW GS980R          | Karl-Friedrich Capito · Jost Capito · Klaus Schweikarl    | Mercedes-Benz 1936 AK  |
| 1984 | Paris–Alger–Dakar                     | René Metge Dominique Lemoyne             | Porsche 911                  | Gaston Rahier        | BMW GS980R          | Pierre Laleu · Daniel Durce · Patrick Venturini           | Mercedes-Benz 1936 AK  |
| 1983 | Paris–Alger–Dakar                     | Jacky Ickx Claude Brasseur               | Mercedes 280 G               | Hubert Auriol        | BMW GS980R          | Georges Groine · Thierry de Saulieu · Bernard Malferiol   | Mercedes-Benz 1936 AK  |
| 1982 | Paris–Alger–Dakar                     | Claude Marreau Bernard Marreau           | Renault 20                   | Cyril Neveu          | Honda XR550         | Georges Groine · Thierry de Saulieu · Bernard Malferiol   | Mercedes-Benz U 1700 L |
| 1981 | Paris–Dakar                           | René Metge Bernard Giroux                | Range Rover                  | Hubert Auriol        | BMW GS800R          | Adrien Villette · Henri Gabrelle · Alain Voillereau       | ALM/ACMAT              |
| 1980 | Paris–Dakar                           | Freddy Kottulinsky Gerd Löffelmann       | Volkswagen Iltis             | Cyril Neveu          | Yamaha XT500        | Miloud Ataouat · Hadj Daou Boukrif · Mahiedine Kaloua     | Sonacome M210          |
| 1979 | Paris–Dakar                           | Alain Génestier Joseph Terbiaut          | Range Rover                  | Cyril Neveu          | Yamaha XT500        | Jean-François Dunac · Jean-Pierre Chapel · François Beau  | Pinzgauer              |

### Fyrhjuling och UTV
| År   | Sträcka                               | Fyrhjuling           | Fyrhjuling        | UTV                                                   | UTV                 |
| År   | Sträcka                               | Förare               | Fyrhjuling        | Förare Co-driver (Kartläsare)                         | UTV                 |
| ---- | ------------------------------------- | -------------------- | ----------------- | ----------------------------------------------------- | ------------------- |
| 2021 | Jeddah–Ha'il                          | Manuel Andújar       | Yamaha Raptor 700 | Francisco López Contardo · Juan Pablo Latrach Vinagre | Can-Am              |
| 2020 | Jeddah–Riyadh–Qiddiya                 | Ignacio Casale       | Yamaha Raptor 700 | Casey Currie · Sean Berriman                          | Can-Am Maverick     |
| 2019 | Lima–Lima                             | Nicolás Cavigliasso  | Yamaha Raptor 700 | Francisco López Contardo · Alvaro Quintanilla         | Can-Am              |
| 2018 | Lima–La Paz–Córdoba                   | Ignacio Casale       | Yamaha Raptor 700 | Reinaldo Varela · Gustavo Gugelmin                    | Can-Am              |
| 2017 | Asunción–La Paz–Buenos Aires          | Sergey Karyakin      | Yamaha Raptor 700 | Leandro Torres · Lourival Roldan                      | Polaris RZR 1000 XP |
| 2016 | Buenos Aires–Salta–Rosario            | Marcos Patronelli    | Yamaha Raptor 700 | kördes ej                                             | kördes ej           |
| 2015 | Buenos Aires–Iquique–Buenos Aires     | Rafał Sonik          | Yamaha Raptor 700 | kördes ej                                             | kördes ej           |
| 2014 | Rosario–Salta–Valparaíso              | Ignacio Casale       | Yamaha Raptor 700 | kördes ej                                             | kördes ej           |
| 2013 | Lima–Tucumán–Santiago                 | Marcos Patronelli    | Yamaha Raptor 700 | kördes ej                                             | kördes ej           |
| 2012 | Mar del Plata–Arica–Lima              | Alejandro Patronelli | Yamaha Raptor 700 | kördes ej                                             | kördes ej           |
| 2011 | Buenos Aires–Arica–Buenos Aires       | Alejandro Patronelli | Yamaha Raptor 700 | kördes ej                                             | kördes ej           |
| 2010 | Buenos Aires–Antofagasta–Buenos Aires | Marcos Patronelli    | Yamaha Raptor 700 | kördes ej                                             | kördes ej           |
| 2009 | Buenos Aires–Valparaiso–Buenos Aires  | Josef Macháček       | Yamaha Raptor 700 | kördes ej                                             | kördes ej           |

Källa:

### Lätta prototyper och klassiker
| År   | Sträcka      | Lätta prototyper | Lätta prototyper | Klassiker                     | Klassiker     |
| År   | Sträcka      | Förare           | Fordon           | Förare Co-driver (Kartläsare) | Fordon        |
| ---- | ------------ | ---------------- | ---------------- | ----------------------------- | ------------- |
| 2021 | Jeddah–Ha'il | Josef Macháček   | Can-Am           | Marc Douton · Emilien Etienne | Sunhill Buggy |